# Xã Kohlmeier, Quận Rolette, Bắc Dakota
Xã Kohlmeier (tiếng Anh: Kohlmeier Township) là một xã thuộc quận Rolette, tiểu bang Bắc Dakota, Hoa Kỳ. Năm 2010, dân số của xã này là 27 người.